# Isopeda neocaledonica
Isopeda neocaledonica är en spindelart som beskrevs av Lucien Berland 1924. Isopeda neocaledonica ingår i släktet Isopeda och familjen jättekrabbspindlar.
Artens utbredningsområde är Nya Kaledonien. Inga underarter finns listade i Catalogue of Life.